# Karl Alexander, Prinț de Thurn și Taxis
Karl Alexander de Thurn și Taxis, (germană Karl Alexander Fürst von Thurn und Taxis; 22 februarie 1770 - 15 iulie 1827) a fost al cincilea Prinț de Thurn și Taxis și șef al Casei de Thurn și Taxis din 13 noiembrie 1805 până la moartea sa. După decesul tatălui său, el a devenit Generalpostmeister al armatei imperiale.

## Căsătorie și copii
La 25 mai 1789, la Neustrelitz, Mecklenburg-Strelitz., Karl Alexander s-a căsătorit cu Ducesa Therese de Mecklenburg-Strelitz, al patrulea copil și a treia fiică a lui Carol al II-lea, Mare Duce de Mecklenburg și a soției acestuia, Prințesa Friederike de Hesse-Darmstadt. Karl Alexander și Therese au avut șapte copii:
- Prințesa Charlotte Luise  (24 martie 1790 – 22 octombrie 1790)
- Prințul Georg Karl (26 martie 1792 – 20 ianuarie 1795)
- Maria Theresia, Prințesă Esterházy de Galántha (6 iulie 1794 – 18 august 1874)
- Prințesa Luise Friederike (29 august 1798 – 1 decembrie 1798)
- Maria Sophia, Ducesă Paul Wilhelm de Württemberg (4 martie 1800 – 20 decembrie 1870)
- Maximilian Karl, Prinț de Thurn și Taxis (3 noiembrie 1802 – 10 noiembrie 1871)
- Prințul Friedrich Wilhelm (29 ianuarie 1805 – 7 septembrie 1825)